# Algéria a 2024. évi téli ifjúsági olimpiai játékokon
Algéria a dél-koreai Kangvonban megrendezett 2024. évi téli ifjúsági olimpiai játékok egyik részt vevő nemzete volt. Az ország a játékokon 1 sportágban (alpesi síelésben) 1 fiú sportolóval képviseltette magát. A 16 éves Abderrahmane Bouderbala történelmet írt azzal, hogy ő lett az első sportoló, aki képviselhette hazáját téli ifjúsági olimpián.

## Alpesisí

### Fiú
| Versenyző                           | Versenyszám      | 1. futam     | 1. futam     | 2. futam | 2. futam | Összesen | Összesen |
| Versenyző                           | Versenyszám      | Idő          | Hely.        | Idő      | Hely.    | Idő      | Hely.    |
| ----------------------------------- | ---------------- | ------------ | ------------ | -------- | -------- | -------- | -------- |
| Abderrahmane Nacer Ellah Bouderbala | Műlesiklás       | Visszalépett | Visszalépett | Kiesett  | Kiesett  | Kiesett  | Kiesett  |
| Abderrahmane Nacer Ellah Bouderbala | Óriás-műlesiklás | 1:09,47      | 64.          | 1:02,79  | 49.      | 2:12,26  | 49.      |